# 張士誠
張 士誠（ちょう しせい、1321年 - 1367年）は、元末の群雄の一人。もとの名は九四。高郵軍興化県白駒場（現在の江蘇省塩城市大豊区）の出身。娘婿は潘元紹。
平江路を拠点として江東に強大な勢力を誇り、朱元璋・陳友諒と覇を競ったが、朱元璋によって滅ぼされた。
元末に蜂起した群雄の多くは白蓮教の影響を受けた紅巾軍の系譜に属していたが、張士誠は紅巾軍には属していない。

## 生涯

### 挙兵
郷里で官塩の舟運の傍ら、私塩の密売にも携わっていた。財を軽んじて人を施すのを好んだので、衆人の心を得ていたが役人、土豪とは利害が対立していた。
至正13年（1353年）に土豪から侮辱を受けたため張士義・張士徳・張士信ら3人の弟を含めた18人を率いて報復のために挙兵、塩丁ら多数がこれを加わり、たちまち泰州を落として参政の趙璉を殺害し、更に興化・高郵など長江の北の要地を占領する。至正14年（1354年）には誠王と称し、国号を大周、元号を天祐と定めた。

### 官軍襲来による危機
張士誠の反乱を元朝は極めて深刻に受け止めた。なぜなら、反乱が起こった淮東は、全国最大の塩の生産地であり、かつ江南の物資を大都に輸送する大動脈である大運河が通っている地域であったからである。塩の専売を最大の財源とし、経済面で江南の豊かな物資に依存している元朝にとってはまさに死活問題であった。そのため、右丞相トクト（脱脱）を司令官とする大規模な討伐軍がただちに発せられた。
高麗や、西域からも兵を参集させた、トクト率いる大軍は、張士誠の拠点を次々に攻略、高郵を包囲された張士誠は絶体絶命の窮地に陥った。ところが、朝廷内部での権力闘争からトクトは突如として失脚し、司令官の職を罷免されて連行されてしまう。これによって混乱に陥った元軍を打ち破ることで、張士誠は危機を脱することができた。
この戦い以後、元朝の江南に対する影響力は著しく低下し、造反勢力が割拠することとなった。

### 南下による勢力拡大と三雄鼎立

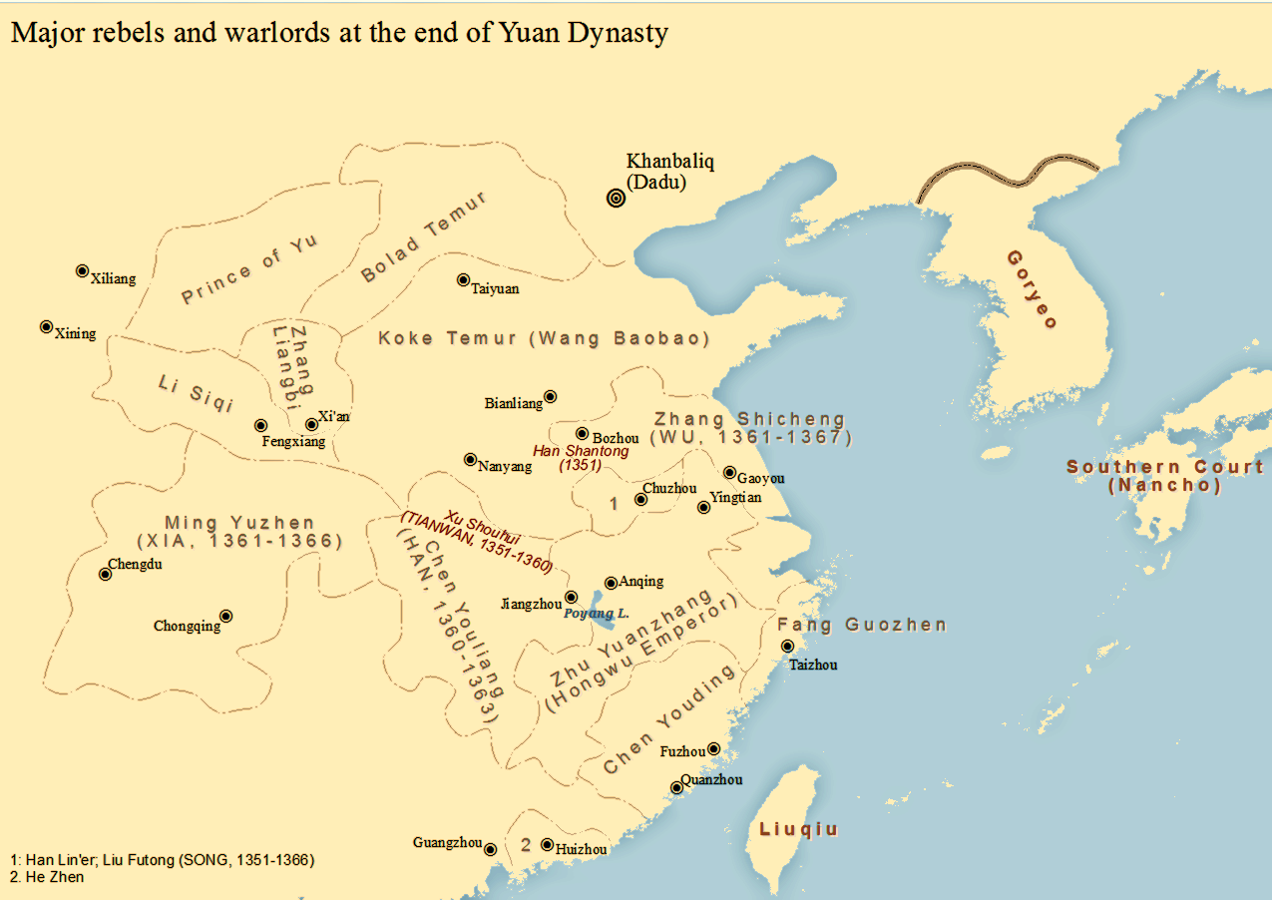
張士誠（Zhang Shicheng）の1363年の版図

その後、張士誠は飢饉を乗り切るため南へ向かって侵攻し、天祐3年（1356年）には江南の経済と文化の中心地である平江路を占領し、隆平府と改めて、国都に定めた。
その頃、紅巾軍傘下の造反勢力の一つであった朱元璋は、集慶路（現在の江蘇省南京）を占領して、応天府と改めて拠点とし、また嘉興は、苗族である楊完者の軍勢が占拠していた。天祐4年（1357年）、張士誠は水軍を用いて朱元璋・楊完者を攻撃したが、成果を得られなかった。
そこで当時、既に名ばかりとなっていた元朝の江浙行省丞相タシュ・テムル（達識帖睦邇）と手を結んで楊完者を謀殺し、嘉興を手中に収めた。楊完者の軍勢は住民に掠奪暴行を働いていたため、張士誠は解放者として歓迎された。
楊完者を滅ぼした勢いで、朱元璋に対しても攻撃をかけたが、反撃に遭い、懐刀であった弟の張士徳を失ってしまう。朱元璋に脅威を感じた張士誠は、一旦国号や年号を廃して元に帰順、太尉の任官を受けた。また、敵対関係にあった方国珍とも関係改善を行い、後顧の憂いをなくした。
至正23年（1363年）3月、紅巾軍の実力者の劉福通を安豊に攻め、敗死させた。それからほどなく元朝から離反した張士誠は呉王を称し、弟の張士信を丞相とした。
この頃の張士誠の支配地域は、北は徐州から南は紹興に至り、応天府に拠る朱元璋、湖北から江西の一帯を支配して大漢皇帝を称する陳友諒の両雄と並び立つようになっていた。

### 朱元璋との抗争と滅亡
呉王を称したものの、張士誠の勢力拡張の動きは鈍かった。陳友諒は、張士誠に使者を送って、朱元璋を東西から挟撃しようと誘ったが、漁夫の利を狙う張士誠はこの話には乗らなかった。
一方、着々と力を増していた朱元璋は至正23年（1363年）に鄱陽湖の戦いで西の宿敵陳友諒を敗死に追い込む。至正24年（1364年）には陳友諒の跡を継いだ子の陳理を降らせ、湖北・江西の一帯を版図に治めた朱元璋は矛先を東に転じ、張士誠に対する本格的な進攻を開始した。
至正26年（1366年）、朱元璋の軍勢は張士誠の本拠地である隆平府を包囲した。長期の包囲戦の末、隆平府は至正27年（1367年）9月に陥落したが、日頃から慕われていたため離反した将士は一人もいなかった。捕らえられた張士誠は、応天府に送られる途上、自縊して果てた。享年47。

## 治世
張士誠は、蘇州一帯を占領した当初は水利事業、水田の開墾、産業の振興、新貨幣の鋳造、軍事面の改良を行ったが、まもなく弟に政治を任せ自分は放蕩に耽った。贅沢な生活が好きで広壮な宮殿を造営し、革命意識が低かったこともあってその現状を維持するために一時的に元朝と手を結んだ。幸運によって支配地域が拡大するとその享楽生活に拍車をかけ、家臣もまた堕落した。負けて帰ってきた将軍でもねぎらってやり、時には昇格させたという。そのため、まともに軍隊が運営されなくなった。知識人の扱いという面でも、呼び寄せて活用した朱元璋とは異なり、これまで通り自由な学問や文学をやらせ、それと交際して楽しんだ。
元末に各地に割拠した群雄の中で、張士誠は経済的に最も富強で、文化面でも最先進地域を支配した。だが、奢侈への傾倒が著しく、勢力拡大への意欲が欠けていた。そのことが滅亡の原因となったとされる。

## 名前
彼の名前「士誠」は、儒者から「帝王にふさわしい立派な名前」として献じられたものだが、その真意は「士、誠小人也（士、誠に小人なり）」という『孟子』からの語句に由来し、張九四を「一丁字もしらないごろつきからの成り上がり者」に過ぎないと暗に誹謗したものである。この逸話は、後に洪武帝（彼も張士誠と同様に、もともとの身分が低い）に儒者（士大夫）へ対する猜疑心を生じさせるきっかけとなり、文字の獄を誘発した。